# ゴールデン・アルバム
『ゴールデン・アルバム』は、ゴールデンボンバーのオリジナル・アルバム。2012年1月4日にZany Zapから発売された。

## 概要
アルバム作品として前作『ゴールデン・アワー〜下半期ベスト2010〜』以来約1年ぶりのリリース。これまでの作品は初回限定盤A・Bと通常盤の3形態でリリースされていたが、今作は初回限定盤A・B・Cと通常盤での4形態で発売され、ジャケットのデザインがそれぞれ異なる上、初回限定盤A・Bには特典ディスクなどが同梱される。通常盤と初回限定盤CはCDのみとなる。詳しくは以下の「収録曲」を参照。
表記はないが、一部シングル及びカップリング曲には細かなアレンジが加えられている。メンバーの樽美酒研二のクレジットには「Doramu (暫定)」と記載されている。
オリコン週間アルバムチャートで初登場2位と、前作を上回る記録を打ち出している。

## 収録曲

### CD（全タイプ共通）
全作詞・作曲：鬼龍院翔、編曲：tatsuo・鬼龍院翔
1. パトス [0:51]
インスト曲だが、歌詞カードに「(パトスを感じて下さい)」と記載されている。次曲に繋がるように制作されている。
2. デスメンタル [3:50]
シンフォニックメタル調の楽曲。歌詞中にある「くぁwせdrftgyふじこlp」とは、パソコンのキーボードの上から3段目と4段目を2本指でなぞると表示されるインターネットスラングである。また鬼龍院が21〜22歳頃の心情であるとも語っている[2]。
3. 僕クエスト [4:11]
通算10作目のシングル。一部歌い直しがされている。
4. 夜汽車 [4:23]
鬼龍院曰く「アレンジは好きな楽器を選んだらこうなった」という[3]。タイトルは中島みゆきの影響と語っている[2]。
5. 酔わせてモヒート [4:18]
通算12枚目のシングル。「僕クエスト」と同じく一部歌い直しがされている。
6. 成龙很酷 [3:32]
「チェンロンヘンクー」と読む。PVが制作されており、ホームページで公開されている。鬼龍院曰く「K-POPならぬC-POPが流行るだろうと思って先取りした」とのこと[3]。四つ打ちのダンスビートをイメージして制作されたのは「女々しくて」「今夜も眠れない(病的な意味で)」に続く3曲目とのこと。歌詞は実際の広東語で使われている語録ではなく鬼龍院のイメージだが、タイトルの"成龙"はジャッキー・チェンのことであり、"很酷"は"クール、かっこいい"の意味であり、"ジャッキー・チェンかっこいい"の意味になる[2]。
メンバーの歌広場淳が、今楽曲の振り付け映像をYouTubeにてアップしている。
7. さよなら冬美 -Euro Mix- [3:14]
通算12枚目のシングル「酔わせてモヒート」カップリング。今作に収録されるにあたりアレンジが加えられている。
8. 今夜はトゥナイト [4:06]
通算10作目のシングル「僕クエスト」カップリング。ワンコーラス後の間奏に原曲とは違ったアレンジが加えられている。
9. もう会えなくなるなんて [3:45]
歌詞は実体験ではなく妄想とのこと[3]。鬼龍院曰く「ライブよりカラオケで歌ってほしい」という[2]。
10. 今夜も眠れない(病的な意味で) [3:37]
通算11枚目のシングル「女々しくて/眠たくて」のカップリング。途中フェードアウトする箇所にてオルゴールが加えられている。
11. 女々しくて -K-POPバージョン- [4:09]
通算11枚目のシングル「女々しくて/眠たくて」の初回限定盤Aに同梱されているDVDに収録されていた今楽曲を音源化したもの。シングルに収録されている「女々しくて -韓国語バージョン-」とはまったくの別物であり、2010年以降のK-POPを彷彿させるトランス調の楽曲に歌詞はそのままに、韓国語に聞こえるような歌唱となっている。また歌詞中で一人称が「僕」から「わたし」に変更されているが、一部だけ「僕」のままになっている。
12. 愛なんていらねいよ [2:53]
このアルバムの中で暗い楽曲が多くなったため、パンク要素を入れたことにより唯一明るい楽曲になったのだが、作詞をしていくうちにネガティブ要素が入ってしまったとのこと[2]。
13. 広がる世界 [6:43]
鬼龍院曰く「遠征帰りの飛行機の中で思いついた」とのこと[3]。「夜汽車」と同じく中島みゆきの影響を受けている楽曲であるとのこと[2]。

### 初回限定盤A
DISC 2にベスト・アルバムとして収録。DISC 2収録曲のみ記載
1. 抱きしめてシュヴァルツ
通算1作目のシングル。
2. 元カレ殺ス
3. トラウマキャバ嬢
「元カレ殺ス」と今楽曲は通算4作目のシングル。
4. Tomorrow never world
ベストアルバム『ゴールデンベスト〜Pressure〜』収録曲。
5. 女々しくて
通算7枚目のシングル。
6. もうバンドマンに恋なんてしない
通算8作目のシングル。
7. 毒グモ女(萌え燃え編)
通算8作目のシングル「もうバンドマンに恋なんてしない」カップリング。
8. †ザ・V系っぽい曲†
9. また君に番号を聞けなかった
今楽曲は通算9作目のシングル。「†ザ・V系っぽい曲†」は今シングルのカップリング。
シングルバージョンで収録されている。
10. イヤホン
ベストアルバム『ゴールデン・アワー〜下半期ベスト2010〜』収録曲だが、こちらは一部コーラスが追加されたり、最後のオーディエンスとのコーラスが違うなど一部アレンジが加えられている。

### 初回限定盤B
DVDが同梱。DVD収録映像のみ記載
1. 金爆ドキュメント -夜魔堕さん-
2. 実輪さん男尻祭り
3. ヤワラちゃん誕生日スペシャル 〜Legend of YAWARA〜
4. 滝の荒行企画「ゴールデンボンバー集中しろ!Powered by 滝行」
5. 水中ライブ -NO AIR, NO LIFE-

### 初回限定盤C
CD EXTRA仕様。スポンサー広告入りCD EXTRAが収録される
1. JOYSOUND×UGA様 コマーシャル動画
2. dwango様 コマーシャル動画
3. ローソン様 コマーシャル動画

### 通常盤
初回限定盤Cと同様、CD EXTRA仕様
1. ゴールデン・アルバムジャケット撮影オフショット